# Odprto prvenstvo Anglije 2006
Odprto prvenstvo Anglije 2006 je teniški turnir za Grand Slam, ki je med 26. junijem in 9. julijem 2006 potekal v Londonu.

## Moški posamično
Roger Federer :  Rafael Nadal 6-0 7-6 (7-5) 6-7 (2-7) 6-3

## Ženske posamično
Amélie Mauresmo  :  Justine Henin 2-6 6-3 6-4

## Moške dvojice
Bob Bryan &  Mike Bryan :  Fabrice Santoro &  Nenad Zimonjić 6-3 4-6 6-4 6-2

## Ženske dvojice
Zi Yan &  Zheng Jie
:  Virginia Ruano Pascual &  Paola Suarez 6-3 3-6 6-2

## Mešane dvojice
Andy Ram &  Vera Igorjevna Zvonarjova :  Venus Williams &  Bob Bryan 6-3 6-2